# جامع الخشيرم (الحنيف)
جامع الخشيرم ويطلق عليه جامع درواز أو جامع الحنيف وهو الشائع نسبة إلى عائلة الحنيف، التي تولت فيه الإمامة والخطابة والآذان لسنوات طويلة، ويقع الجامع في قضاء الزبير في محافظة البصرة، ويعتبر من مساجد العراق الأثرية القديمة، ولقد أسسه وشيده المتبرع (عبد الله بن محمد الخشيرم)، عام 1162 هـ/1748م، وعائلة آل الخشيرم من الأسر الزبيرية من أهل نجد، والجامع واسع وكبير ويقع في منطقة الجمهورية في محلة الزهيرية، في نهاية سوق الجت من جهة الشرق، ويتوسط بموقعهِ جامع الزبير وجامع الزهيرية، وتقام في الجامع صلاة الجمعة والجماعة، ولقد هدمه وجدد بناءه الشيخ سهو علي السهو، على نفقته الخاصة عام 1339 هـ/1920م، وآخر تجديد لهُ عام 1384 هـ/1964م، وقد شمل التعمير والبناء مبنى الحرم والسياج.
وللجامع حرم فيهِ مصلى طوله 8 أمتار وعرضه 10 أمتار، ومقابل الحرم طارمة بعرض الحرم وبطول 2 متر، ويحتوي الجامع على غرفة واحدة للإمام والمؤذن، وللجامع منارة مئذنة مرتفعة وعالية.
وتقام في الجامع دورات لتحفيظ القرآن لطلبة المدارس في العطلة الصيفية، وتلقى فيه محاضرات ودروس في الفقه الإسلامي. وتقام فيهِ أيضاً الاحتفالات بالمناسبات الدينية.
ومن الأئمة الذين تولوا منصب الإمامة والخطابة فيه:
- الملا جاسم الحنيف، حتى وفاته عام 1300 هـ.
- الملا يوسف بن جاسم الحنيف، حتى وفاته عام 1341 هـ.
- المؤذن إبراهيم بن مزعل الخزعل (1341 - 1345 هـ).
- الملا محمود يوسف الحنيف بعد عام 1345 هـ.

ومن بعد الملا محمود الحنيف تولى منصب الإمامة والخطابة العديد من آل الحنيف، وحاليًا يقوم بمنصب الإمامة الشيخ عباس رشيد الأعظمي البغدادي.